# 乌恰纳
乌恰纳（Uchana），是印度哈里亚纳邦Jind县的一个城镇。总人口14100（2001年）。

## 人口
该地2001年总人口14100人，其中男性7574人，女性6526人；0—6岁人口2155人，其中男1204人，女951人；识字率57.89%，其中男性为66.74%，女性为47.61%。